# Karol Szreter
Karol Szreter (ur. 29 września 1898 w Łodzi, zm. 20 marca 1933 w Berlinie) – polski pianista pochodzenia żydowskiego, wykonujący muzykę klasyczną.

## Życiorys
Urodził się w Łodzi w 1898 r. Swój pierwszy koncert zagrał w wieku 9 lat w Warszawie. W wieku 13 lat otrzymał stypendium, dzięki któremu mógł odbyć studia w Konserwatorium Cesarskiego Rosyjskiego Towarzystwa Muzycznego pod kierunkiem Nikołaja Dubasowa. W konserwatorium pozostał do wybuchu I wojny światowej. Studia kontynuował w Berlinie u Egona Petriego, tam też zadebiutował na scenie zagranicznej w 1915 r. W późniejszym okresie koncertował w innych miastach Niemiec, a także w Holandii, krajach skandynawskich, we Włoszech, w Polsce, Rumunii i Czechosłowacji, oraz w Wielkiej Brytanii. W latach 20. XX w. realizował nagrania dla niemieckiej wytwórni Vox. Około 1925 r. rozpoczął współpracę z niemieckim oddziałem wytwórni Parlophone. W 1925 r. wystąpił w trio na koncercie w składzie z wiolonczelistą Emanuelem Feuermannem oraz ze skrzypkiem Borisem Kroytem w Akademii Śpiewu w Berlinie oraz w Konserwatorium Klindwortha-Scharwenki. Szreter nagrał własne wykonanie IV Koncertu fortepianowego Beethovena w 1926 r., a następnie jego trzech sonat fortepianowych w 1930 r. wraz cyklem fortepianowym Schumann Carnaval. Występował w zespole Tri-Ergon-Trio (niekiedy pod nazwą Instrumental Trio), wraz z Grigorijem Piatigorskim i Maxem Rostalem. Nagrywali płyty w wytwórni płytowej Tri-Ergon Photo-Electro-Records.
Szreter zmarł w Berlinie 20 marca 1933 r. z powodu leukemii. Pogrzeb odbył się 23 marca 1933 r. na Friedhof Heerstraße w Berlinie, w dzielnicy Westend. Grób nie zachował się do czasów obecnych.